# ألف لام
ألف لام هي سلسلة تلفزيونية تربوية مغربية من إخراج عبد الرحمن الخياط، وإنتاج وإعداد الأستاذ والباحث حسن الصميلي. والكاتب المسرحي محمد قاوتي. عُرضت السلسلة على قناة الأولى المغربية في الفترة من 2000 إلى 2004، وقدّمتها الممثلة نعيمة المشرقي في دور الراوية "لالة فقيهتي"، وشارك في التشخيص عدد من الممثلين، من بينهم عبد الإله عاجل وصلاح الدين بنموسى وعبد القادر مطاع وسعاد صابر ونجوم الزوهرة ونعيمة إلياس وغيرهم.

## الفكرة
هدفت السلسلة إلى التثقيف والترفيه في الوقت ذاته لكل الأعمار، حيث عمدت إلى ربط المسرح والمجال السمعي البصري بتعلم اللغة العربية للكبار ومحو الأمية. عبر استثمار المتن الحكائي الشعبي المغربي لتمرير القيم والرسائل الإيجابية، واستخلاص الحكم والعبر.
في الموسم الأول من السلسلة، كان الهدف تعليم الحروف انطلاقا من الكلمة، ثم الانتقال إلى التركيز على تركيب الكلمات في الجمل. وفي سنتين تم الانتقال من الحرف إلى الكلمة ثم إلى الجملة.

## طاقم التمثيل
- نعيمة المشرقي، بدور الراوية لالة فقيهتي
- عبد الإله عاجل
- صلاح الدين بنموسى
- عبد القادر مطاع
- سعاد صابر
- نجوم الزوهرة
- نعيمة إلياس
- عائد موهوب
- محمد خيي
- محمد البسطاوي
- خاتمة العلوي
- سعيد لهليل
- إدريس حدادي
- مصطفى سلمات
- عبد اللطيف الخمولي
- محمد زينة الله
- عبد الغني الصناك
- محمد أبو الفضل (حمودة)

## روابط خارجية
- 5 برامج تلفزيونية خالدة في ذاكرة المغاربة .. تعرف عليها